# Hiroki Hattori
Hiroki Hattori (jap. 服部 浩紀, Hattori Hiroki; * 30. August 1971 in der Präfektur Gunma) ist ein ehemaliger japanischer Fußballspieler und -trainer.

## Karriere
Hattori erlernte das Fußballspielen in der Schulmannschaft der Maebashi Commercial High School und der Universitätsmannschaft der Universität Tsukuba. Seinen ersten Vertrag unterschrieb er 1994 bei Yokohama Flügels. Der Verein spielte in der höchsten Liga des Landes, der J1 League. 1997 erreichte er das Finale des Kaiserpokals. Für den Verein absolvierte er 111 Erstligaspiele. Im Juli 1998 wechselte er zum Zweitligisten Kawasaki Frontale. 1998 wurde er mit dem Verein Vizemeister der Japan Football League. 1999 wechselte er zum Erstligisten Shimizu S-Pulse. 1999 wurde er mit dem Verein Vizemeister der J1 League. 2000 wechselte er zum Zweitligisten Albirex Niigata. Im Juni 2000 wechselte er zum Erstligisten Avispa Fukuoka. Am Ende der Saison 2001 stieg der Verein in die J2 League ab. Für den Verein absolvierte er 57 Spiele. 2003 wechselte er zum Ligakonkurrenten Sagan Tosu. Für den Verein absolvierte er 29 Spiele. Ende 2003 beendete er seine Karriere als Fußballspieler.

## Erfolge
Yokohama Flügels
- Kaiserpokal

Sieger: 1998
Finalist: 1997
Shimizu S-Pulse
- J1 League

Vizemeister: 1999